# Alessia Cara
Alessia Cara, właśc. Alessia Caracciolo (ur. 11 lipca 1996 w Brampton) – kanadyjska piosenkarka wykonująca muzykę pop i współczesny R&B.
W 2014 podpisała kontrakt płytowy z wytwórniami Def Jam i EP Entertainment. W 2015 zadebiutowała wydaniem minialbumu pt. Four Pink Walls. Kilka miesięcy później zaprezentowała pierwszy długogrający album studyjny pt. Know-It-All.
Jej kolejny album, nazwany The Pains of Growing został wydany w 2018, a rok później wydała EP-kę This Summer.

## Dyskografia
- Know-It-All (2015)
- The Pains of Growing (2018)